# Rasmus Bøgh Wallin
Pour les articles homonymes, voir Bogh et Wallin.
Rasmus Bøgh Wallin, né le 2 janvier 1996 à Hellerup, est un coureur cycliste danois.

## Biographie
Au cours de l'année 2017, Rasmus Bøgh Wallin s'impose au sprint sur le Grand Prix Kalmar, devant l'ancien coureur professionnel Jonas Ahlstrand.
Au deuxième semestre 2018, il se classe quatrième du Circuit Mandel-Lys-Escaut au sprint derrière Wouter Wippert, Herman Dahl et Justin Jules.
Au mois d'aout 2020, il se classe neuvième du championnat du Danemark de cyclisme sur route.

## Palmarès sur route

### Par années
- 2014
  - 3e du championnat du Danemark sur route juniors
- 2016
  - 3e du Grand Prix Herning
  - 3e du championnat du Danemark du contre-la-montre espoirs
- 2017
  - Grand Prix Kalmar
- 2018
  - Skive-Løbet
  - 4e étape du Randers Bike Week
  - 2e du championnat du Danemark du contre-la-montre par équipes
  - 2e du Randers Bike Week
  - 3e de la Ronde van Midden-Nederland
- 2019
  -  Champion du Danemark du contre-la-montre par équipes
  - Scandinavian Race Uppsala
- 2021
  - 2e du Fyen Rundt
  - 3e du Grand Prix Himmerland Rundt
- 2022
  - Scandinavian Race Uppsala
  - Okolo Jižních Čech : 
    - Classement général
    - 1re étape (contre-la-montre) et 4e étapes

  - 2e du Grand Prix Rik Van Looy
  - 3e du championnat du Danemark du contre-la-montre par équipes
- 2023
  - 1re étape du South Aegean Tour
  - Arno Wallaard Memorial
  - Lyngbyloppet
  - Tour d'Estonie :
    - Classement général
    - 2e étape

  - 2e étape du Randers Bike Week
  - Tour de Charlottenlund
  - 4e étape de l'Okolo Jižních Čech
  - Grand Prix Rik Van Looy
  - 2e du Grand Prix international de Rhodes
  - 2e du Grand Prix Herning
  - 2e de la Gylne Gutuer
  - 3e du Ringerike Grand Prix
  - 3e du championnat du Danemark de gravel
- 2025
  - 2e de l'Antwerp Port Epic

### Classements mondiaux
| Année                                 | 2017 | 2018 | 2019  | 2020  | 2021 | 2022 | 2023 | 2024  |
| ------------------------------------- | ---- | ---- | ----- | ----- | ---- | ---- | ---- | ----- |
| Classement mondial                    | 834e | 550e | 1013e | 1649e | 855e | 436e | 263e | 1331e |
| UCI Europe Tour                       | 526e | 315e | 729e  | 1224e | 660e | 348e | 213e | nc    |
|                                       |      |      |       |       |      |      |      |       |
| Légende : nc = non classéSource : UCI |      |      |       |       |      |      |      |       |

## Palmarès sur piste

### Championnats nationaux
- 2022
  -  Champion du Danemark de vitesse
  -  Champion du Danemark de l'américaine (avec Tobias Kongstad)
- 2024
  - 2e du championnat du Danemark du scratch
  - 2e du championnat du Danemark de course aux points
  - 2e du championnat du Danemark de l'élimination
  - 3e du championnat du Danemark de l'américaine